# Mercedes-Benz X167
Mercedes-Benz X167 (eller Mercedes-Benz GLS-klass) är en SUV som den tyska biltillverkaren Mercedes-Benz introducerade på bilutställningen i New York i april 2019.
Versioner:
| Modell         | Årsmodell | Motor                      | Cylindervolym | Effekt     | Bränsle                    |
| -------------- | --------- | -------------------------- | ------------- | ---------- | -------------------------- |
| GLS350 d       | 2020-23   | OM656: 6-cyl radmotor DOHC | 2925 cm³      | 286 hk     | Common rail turbodiesel    |
| GLS400 d       | 2020-23   | OM656: 6-cyl radmotor DOHC | 2925 cm³      | 330 hk     | Common rail turbodiesel    |
| GLS450         | 2019-     | M256: 6-cyl radmotor DOHC  | 2999 cm³      | 367-381 hk | Direktinsprutning, biturbo |
| GLS580         | 2020-     | M176: 8-cyl V-motor DOHC   | 3982 cm³      | 490-517 hk | Direktinsprutning, biturbo |
| Maybach GLS600 | 2020-     | M176: 8-cyl V-motor DOHC   | 3982 cm³      | 557 hk     | Direktinsprutning, biturbo |
| AMG GLS63      | 2020-     | M177: 8-cyl V-motor DOHC   | 3982 cm³      | 612 hk     | Direktinsprutning, biturbo |
| GLS350 d       | 2024-     | OM656: 6-cyl radmotor DOHC | 2989 cm³      | 313 hk     | Common rail turbodiesel    |
| GLS450 d       | 2024-     | OM656: 6-cyl radmotor DOHC | 2989 cm³      | 367 hk     | Common rail turbodiesel    |